# Andrés Guardado
José Andrés Guardado Hernández (Guadalajara, 28. rujna 1986.) bivši je meksički nogometaš i reprezentativac. 

## Klupska karijera

### Atlas
Guardado je profesionalni nogomet započeo igrati u meksičkom Atlasu. Svoj prvenstveni debi ostvario je u kolovozu 2005. u 3:2 pobjedi protiv Pachuce. Uskoro je postao važan igrač Atlasa, za koji je u prvenstvu nastupio 64 puta i postigao 6 pogodaka.
U ljeto 2006. mediji su počeli špekulirati o Guardadovom odlasku u talijansku Serie A te Real Madrid i Benficu. Međutim, godinu potom, Deportivo La Coruña napravio je brzi potez, te Atlasu ponudio 5,25 mil. eura za 75 % "posjedovanja igrača", što je u konačnici iznosilo 7 mil. eura. Meksički klub prihvatio je ponudu, te je transfer realiziran 7. srpnja 2007. Tako je Atlas prodao svojeg igrača ali i zadržao 25 % vlasničkih prava.
I sam igrač bio je sretan zbog odabira španjolskog kluba, jer je i sam preferirao Španjolsku jer nemora učiti strani jezik te se "nositi" s ne-hispano kulturom.

### Deportivo La Coruña
Andrés Guardado je službeno predstavljen 24. srpnja2007. godine, a klub mu je dao dres s brojem 18 koji nosi i u meksičkoj reprezentaciji. Trener Deportiva, izjavio je da će Guardado biti ključni igrač momčadi, diveći se njegovom talentu i karakteru. Guardado je i sam očvrsnuo kao igrač, te postao neosporni prvotimac u momčadi.
U klubu, igrač igra važnu ulogu u obrani i napadu tokom utakmice. Primarno pozicija na terenu mu je lijevo krilo, s kojeg je ostvario mnogo asistencija i postigao golove tokom godina igranja za klub. U konačnici, Guardado se često može vidjeti kao ključni igrač kluba.
Sezonu 2011./12. Deportivo je po prvi puta nakon dvadeset godina igrao u španjolskoj drugoj ligi ali Guardado nije napustio klub te je s galicijskom momčadi osvojio Segundu División.

### Valencia i Bayer Leverkusen
Dana 28. svibnja 2012. Andrés Guardado potpisuje četverogodišnji ugovor s Valencijom. Za svoj novi klub je debitirao 19. kolovoza iste godine igravši do 66. minute u utakmici protiv madridskog Reala.
Prvi pogodak za novi klub zabio je 12. svibnja 2013. u velikoj 4:0 pobjedi protiv Rayo Vallecana. Tijekom zimskog prijelaznog roka krajem siječnja 2014. klub je čak trojicu igrača poslao na posudbu. Kolumbijski napadač Dorlan Pabón je otišao u brazilski São Paulo Futebol Clube, Portugalac Hélder Postiga u rimski Lazio dok je Guardado do kraja sezone igrao za Bayer Leverkusen. Prilikom odlaska u Njemačku, Andrés je izjavio: Bundesliga je sjajno natjecanje koje ima veliku reputaciju u svijetu. Igrat ću za klub koji je na vrhu ljestvice i spreman sam za novi izazov. Prilikom dovođenja igrača, i sportski direktor Apotekara, Rudi Völler je rekao: Guardado je jedan od ključnih igrača meksičke reprezentacije i predstavljat će veliko pojačanje za naš klub.

## Reprezentativna karijera
Prvi reprezentativni nastup, Andrés Guardado postigao je 14. prosinca 2005. na utakmici protiv Mađarske, svega nekoliko mjeseci nakon prvenstvenog debija za svoj klub Atlas.
2006. bio je član meksičke reprezentacije koja je nastupala na Svjetskom prvenstvu u Njemačkoj. Svoj debi na Mundijalu, ostvario je na utakmici protiv Argentine, u četvrtfinalu. Tada je ušao u igru u sudačkoj nadoknadi vremena. Nakon Mundijala, tadašnjem meksičkom izborniku Ricardu Lavolpeu istekao je ugovor koji mu nije produžen. Na čelo Meksika dolazi Hugo Sánchez koji je "zadržao" Guardada o reprezentaciji.
Na prijateljskoj utakmici protiv Venezuele, odigranoj u Americi, 28. veljače 2007., Andrés Guardado postigao je prvi reprezentativni pogodak. Iste godine, u SAD-u je održan CONCACAF Zlatni kup na kojem je Guardado nastupao sa svojom reprezentacijom. Meksiko je stigao do finala u kojem je igrao protiv domaćina turnira. Meksiko je poveo u 44. minuti pogotkom Andrésa Guardada, no Sjedinjene Države su u drugom poluvremenu preokrenule rezultat, te je Meksiko poražen s 2:1.
Na kontinentalnom natjecanju Copa América održanom 2007. u Venezueli, Guardado na utakmici protiv Urugvaja postiže svoj treći reprezentativni pogodak, a reprezentacija Meksika osvaja treće mjesto.
Igrač je nastupio i na Svjetskom prvenstvu u Južnoj Africi 2010. gdje je u utakmici skupine protiv domaćina JAR-a asistirao Rafaelu Márquezu za gol.
5. ožujka 2014. igrač je ostvario jubilarni stoti reprezentativni nastup u prijateljskoj utakmici protiv Nigerije.

## Vanjske poveznice
- Deportivo de La Coruña profil igrača (šp.)
- Neslužbeni web site igrača (šp.)
- FootballDatabase.com –  profil i statistika igrača
- Guardadove slike
- Statistika igrača i ostali podaci
- Myspace profil